# Subsecretaría de Investigaciones de Chile
La Subsecretaría de Investigaciones fue una subsecretaría de Estado de Chile, encargada de la Policía de Investigaciones de Chile (PDI).
Fue creada mediante Decreto Ley Nº 646, de fecha 9 de septiembre de 1974, como órgano asesor directo del ministerio de Defensa Nacional, cartera de la que dependía Investigaciones.
Con la promulgación de la ley 20.502 que crea el Ministerio del Interior y Seguridad Pública, fueron suprimidas las subsecretarías de Investigaciones y de Carabineros; la competencia de dichas subsecretarías pasó de este modo al Ministerio de Interior y Seguridad Pública, específicamente de la Subsecretaría del Interior, dentro de la cual se crean las Divisiones de Carabineros y de Investigaciones.

## Subsecretarios
| Titular                    | Período                                       | Partido | Notas                                    | Presidente                                    |
| -------------------------- | --------------------------------------------- | ------- | ---------------------------------------- | --------------------------------------------- |
| Federico Chaigneau Cabezón | 9 de septiembre de 1974 - 2 de enero de 1981  | Militar | Coronel de Ejército                      | Augusto Pinochet Ugarte                       |
| Mario Messen García        | 2 de enero de 1981 - 1 de junio de 1982       | Militar | Coronel de Ejército                      | Augusto Pinochet Ugarte                       |
| Carlos Pinto Cáceres       | 2 de junio de 1982 - 11 de marzo de 1990      | Marino  | Capitán de Navío                         | Augusto Pinochet Ugarte                       |
| Jorge Pantoja Bornand      | 11 de marzo de 1990 - 10 de marzo de 2000     | Militar | Brigadier de Ejército                    | Patricio Aylwin AzócarEduardo Frei Ruiz-Tagle |
| Gonzalo Miranda Aguirre    | 11 de marzo de 2000 - 25 de abril de 2005     | Aviador | General de Aviación (R)                  | Ricardo Lagos Escobar                         |
| Lincoyán Zepeda Varas      | 25 de abril de 2005 - 11 de marzo de 2006     | PS      | Civil                                    | Ricardo Lagos Escobar                         |
| Ricardo Navarrete Betanzo  | 11 de marzo de 2006 - 11 de marzo de 2010     | PRSD    | Civil                                    | Michelle Bachelet Jeria                       |
| Mario Desbordes Jiménez    | 11 de marzo de 2010 - 23 de diciembre de 2010 | RN      | Oficial de Orden y Seguridad Pública (R) | Sebastián Piñera Echenique                    |